# Trigonospora obtusiloba
Trigonospora obtusiloba är en kärrbräkenväxtart som beskrevs av Sledge. Trigonospora obtusiloba ingår i släktet Trigonospora och familjen Thelypteridaceae. Inga underarter finns listade.